# 隨縣戰鬥
隨縣戰鬥發生於1932年10月15日－21日，地點則是在中國鄂北一帶。該戰鬥是第一次國共內戰前期主要戰鬥之一，交戰一方為中華民國國民革命軍，另一方則為中國共產黨所領導之中國工農紅軍。